# 孔慶翔
孔慶翔（英語：William James Hung，1983年1月13日—），美國籍香港移民，孔子第七十三代孫。在美國福克斯廣播公司電視節目《美國偶像》（American Idol）裡以一句「I already gave my best, and I have no regrets at all.」（我已盡全力，我毫不後悔），贏得美國普羅大眾的歡迎，並且為自己發行了兩張唱片。現職人生教練。

## 早年生活
孔慶祥生於英屬香港，成長於沙田區，1993年隨家人移民美國南加州。2001年入讀加州大學柏克萊分校的土木工程系，但後來退學，後轉學至加州州立大學北嶺分校數學系，2010年畢業；之後於紐約玛丽斯特学院完成工商管理碩士課程。

## 於美國發跡
在一次宿舍的天才表演比賽中勝出後，2003年9月他在舊金山参加了福克斯广播公司主办的美国偶像第三季海选。節目於4個月後即2004年1月27日播出。事前監製並沒有告訴他節目會公開播放，他直至節目播出才知悉。
他在《美國偶像》的參賽歌曲為翻唱瑞奇·馬汀（Ricky Martin）的《She Bangs》，唱得幾近完全走音，配合古怪而笨拙的舞步，節目中的評判西门·考尔中斷了他的表演，並以濃厚的英國腔質問他：「你唱得差，又跳得差，你想要我講甚麼呢？」孔慶祥回答道：「我已盡全力，我毫不後悔。」並指出他並未受過專業的訓練。他的回應與之前參賽者憤怒和惡言相向的態度大相逕庭，另外兩位評判蘭迪·傑克遜與寶拉·阿巴杜對他的回答立刻予以肯定。雖然他不能進入比賽的下一回合，孔慶祥憑他在節目中誠實的回應以及禮貌的態度，在美國迅速竄紅。

## 藝壇異象
孔慶翔因搞笑的形象與謙卑有禮的態度，成功在美國闖出名堂，成功在美國和香港創造一股「She Bangs熱潮」，因此有「香港瑞奇馬汀」美譽。不過不少人也認為這「美譽」本質上皆為以取笑孔的成分居多。
孔慶翔一度回到出生地香港發展。除了瘦身飲品廣告以外，他參演的電影《我阿媽發仔瘟》（或作《花街歡樂坊》）於2005年1月6日公映。片中他飾演心地善良的鄉村孩子，四處販賣燒餅掙取母親醫藥費，後來他被發掘成歌手，憑賣唱來刺激薛家燕飾演的尋歡樂坊坊主的生意。電影賣點是孔氏模仿自己在《一夜成名》節目中的表演，大唱《燒餅歌》一曲。《我》片香港票房共收12萬零50元，在2005年十大最差港產片票房榜排行第4。
不過孔慶翔的出現，都有一定的影響，TVB順勢推出殘酷一叮 節目發掘另類人材，喬寶寶和莫凯謙就是例子。
2006年，在香港新城電台節目中，主持人薛家燕更狠批孔慶翔一家自以為是，架子十足，致令眾人不歡收場，票房慘淡。
2011年11月6日，有媒体称孔慶翔已不再活躍於娛樂圈，曾於洛杉磯警局擔任刑事案件分析員，並發放一張他在訓練課堂上負責講解的相片。
2014年，孔慶翔再轉行任洛杉磯縣衛生局行政助理，并因工作認識華裔執業女護士Jian Teng後兩人於加州結婚。

## 個人生活
曾結過兩次婚，第一段婚姻只認識了六個月就結婚，十個月後就離婚，在2014年6月18號在加州第二次結婚，迎聚同齡的華裔女子Jian Teng為妻，婚姻維持兩年半後就結束。

## 孔慶翔的作品

### 電影
- ——參與演出

### 廣告
- 2004年 美身茶療

### 其他
- William Hung: Hangin' with Hung (記錄片)
- Arrested Development (於其中一集參與演出)

## 外部連結
- 孔慶翔的Instagram帳戶
- 孔慶翔的X（前Twitter）
- 香港特別討論區：我阿媽發仔瘟